# Anomotaenia brevis
Anomotaenia brevis là một loài sán dây trong họ Dilepididae thuộc bộ Cyclophyllidea được phát hiện là một trong nhiều loài ký sinh có thể điều khiển hành vi của vật chủ. Sự kiểm soát vật chủ thường được quan sát thấy ở những ký sinh trùng có vòng đời phức tạp dựa vào nhiều vật chủ để phát triển Trong khi vật chủ chính của Anomotaenia brevis là chim gõ kiến thì vật chủ trung gian của chúng là những con kiến Temnothorax (Temnothorax nylanderi) loài kiến sống trong rừng sồi ở Tây Âu, và những cánh rừng rụng lá ở Đức.
Sán dây làm thay đổi hình dạng và hành vi của kiến để đảm bảo truyền bệnh cho chim gõ kiến là nơi chúng có thể hoàn thành vòng đời của mình. Những con sán này thao túng kiến thợ Temnothorax bằng cách tiết ra những chất hóa học có khả năng điều khiển hệ thống nội tiết, miễn dịch và cả gen của vật chủ, chúng sẽ tiết ra những chất hóa học giúp loài kiến này trở nên khỏe hơn và sống lâu hơn, cơ thể chúng trở nên màu vàng và thụ động hơn đồng loại. Sán dây phải giữ cho kiến thợ Temnothorax sống đủ lâu để chúng đủ trưởng thành và sẽ đợi một con chim gõ kiến đến và phá cái tổ kiến, khi đó những con kiến thợ Temnothorax nhiễm sán dây vì thụ động chậm chạm nên sẽ bị chim gõ kiến ăn thịt dễ dàng, điều này cho phép loài ký sinh trùng có cơ hội tiếp cận vật chủ cuối của nó.